# Шливняк
45°14′ пн. ш. 15°36′ сх. д. / 45.24° пн. ш. 15.60° сх. д.
Шливняк (хорв. Šlivnjak) — населений пункт у Хорватії, в Карловацькій жупанії у складі міста Слунь.

## Населення
Населення за даними перепису 2011 року становило 17 осіб.
Динаміка чисельності населення поселення: